# Морон (Буэнос-Айрес)
Морон (исп. Morón) — город в Аргентине, в провинции Буэнос-Айрес, является частью Большого Буэнос-Айреса. Город расположен в 20 км к западу от центра Буэнос-Айреса. С центром столицы Морон соединяется автобусным маршрутом, следующим по Авенида Ривадавия, а также железнодорожной линией.